# Hotel Paříž
A Hotel Paříž (teljes nevén: Hotel Paříž Praha;  más nyelveken: Hotel Paris) egy szecessziós stílusban épült, műemléki védettségű szállodaépület Prágában.

## Fekvése
Prága óvárosában található, az  U Obecního Domu 1. szám alatt, a Králodvorská utca sarkán, a Kotva áruház közelében. 

## Története
A szálloda  1904-ben épült, Jan Vejrych tervei alapján. Az épületet 1984-ben nyilvánították műemlékké. 1993-ban teljesen felújították.
A hotel helyszínként szerepel Hrabal Őfelsége pincére voltam című könyvében is.